# 形上學大綱
本條目為形上学的大纲，提供該學科的概述與主題指南。
形上学是指研究存在和事物本质的学问。它是哲学研究中的一个范畴，被视为“第一哲学”和“哲学的基本问题”。它指通过理性的推理和逻辑去研究不能直接透过感知所得到答案的问题，它是人类理性对于事物最普遍的面相和终极的原因的探索的一门学科。

## 形上学的性质
形上学是：
- 哲学
- 学术

## 分支
- 宇宙学
  - 物理宇宙学
    - 大爆炸
    - 非标准宇宙学（英语：Non-standard cosmology）
      - 等离子体宇宙学（英语：Plasma cosmology）

  - 宗教宇宙学（英语：Religious cosmology）
    - 圣经宇宙学（英语：Biblical cosmology）
    - 大千世界
    - 印度教宇宙学（英语：Hindu cosmology）
    - 耆那教宇宙学（英语：Jain cosmology）
    - 道教

  - 神秘宇宙学（英语：Esoteric cosmology）
- 本体论
  - 分体拓扑学
  - 元本体论（英语：Meta-ontology）
- 时空哲学
- 宇宙科学（英语：Universal science）
- 形上學
- 宗教哲学
  - 哲学神学（英语：Philosophical theology）
    - 自然神学

  - 宗教形上学
    - 苏菲派形而上学（英语：Sufi metaphysics）
      - Al Akbariyya（英语：Al Akbariyya (Sufi school)）
- Noetic theory –

## 形上学历史
- 亚里士多德的形而上学
- 形上学历史
  - 中世纪伊斯兰教宇宙学（英语：Cosmology in medieval Islam）
  - 宇宙学
  - 宇宙學年表
- 本体论

## 形上学理论

### 形上学概念

#### 古希腊哲学
- 阿勒西亞：英語：，来自古希腊语阴性名词ἀλεθεία。
- 始基：英語：，来自古希腊语阴性名词ἀρχή
- 卓越：英語：。
- 意见：英語：，指普通看法。
- 知识：英語：，柏拉图将其与Doxa对立，但它原本也可以和“技艺”（techne）相互区别。知识论一词的来源。
- 逻各斯：英語：，逻各斯，或译理性。本义是故事、言辞。逻辑（英語：Logic）即来自这个概念。
- 四因说：亚里士多德提出的原因的四种形态。

#### 中世纪哲学
- 存在与现实性（活动）的结合：托马斯·阿奎那的术语，esse与actus有三种结合：
  - 作为存在的现实性
  - 作为存在者的现实性
  - 作为本质的现实性

#### 东方哲学
- 平衡 (形而上学)：两种力都希望占据全部，平衡是指介于这两个力之间的一点。例如秩序与混乱（law and chaos）。
  - 阴阳

#### 文艺复兴以来
- A系列與B系列
- 絕對時空
- 抽象：指实体的存在独立于任何物理的或心灵的事物，因而并不占用任何时间与空间。
  - 抽象化
  - 抽象客体
  - 抽象殊相 （英語：Abstract particulars）
  - 抽象实体 （英語：Actual entity）
- Active intellect
- 分界线的类比
- 时间的B理论
- 基本限制原则
- 存有
- 最佳可能世界
- 布莱德利的回归
- 范畴
- 因果关系
  - 因果封闭性
  - 因果关系
  - 自由意志
  - 因果律
  - 宿命论
- 選擇
- 我思故我在
- Conatus：指事物的自然倾向，用于心理学与形上学。
- 概念
- 结合 (过程哲学)
- 创造力 (过程哲学)
- 数据 (过程哲学)
- 时延 (过程哲学)
- 生命冲力
- 涌现
- 非物理实体
- 副现象：参见副现象论。心灵哲学概念，认为心灵现象是物理现象的副现象。
- 本质
- 永恒客体
- 证据存在性
- 存在
- 經驗
- 精神
- Growing block universe
- 休谟的叉子
- 原质
- 想法
- 同一性
- Immanence
- 形上學
- Incorporeality
- 信息
- Inherence
- Intellect
- Intention
- Lifeworld
- Matter (philosophy)
- Meaning (existential)
- Meinong's jungle
- 心智表徵
- 心灵实体
- Metakosmia
- 心灵
- 单子 (哲学)
- Moral universe
- 運動
- 自然法
- 充分必要条件
- Nexus (process philosophy)
- 無
- Notion (philosophy)
- 客體
- Ontic
- Ousia
- Paradox of inaction
- 殊相
- 模式
- 感知
- 現象
- 物体
- Physis
- Plane of immanence
- Plenitude principle
- 波普尔的三个世界
- Potentiality and actuality
- 原理
- 性质
- Pure thought
- 感质
- Quality (philosophy)
- 量
- 現實
- 还原论
- Relational space
- 广延物
- 自我哲学
- 灵魂
- Stoic Categories
- 主体
- 實體形式
- 随附性
- Teleonomy
- 思想
- 时间
- 超越
- Transcendentals
- 真理
- Truth-value link
- Truthmaker
- Talk:Unity/concept
- Universal (metaphysics)
- Universalizability
- 不可觀測性
- 價值觀
- 虚拟现实
- World disclosure

### 形而上学哲学
- 新黑格爾主義
- 荒謬
- Accidentalism (philosophy)
- 行動理論
- Actualism
- Anti-realism
- 亞里斯多德主義
- 原子論
- 時間的B理論
- 英国唯心主义（英语：British idealism）
- 叢束理論
- 相容论
- 概念論
- 小体论
- Counterpart theory
- 決定論
- Dualistic cosmology
- Dynamism (metaphysics)
- Dysteleology
- 持續論
- Epistemicism
- 本质主义
- 永恆論
- Exemplification theory
- 存在主义
- Fragmentalism
- Hard determinism
- 唯心主義
- 人文自然主义（英语：Humanistic naturalism）
- Hylomorphism
- 物活论
- 唯心主義
- Identityism
- Illusionism (philosophy)
- Incompatibilism
- 无限单子论（英语：Indefinite monism）
- 非決定論
- Irrealism (philosophy)
- 自由意志主义 (形而上学)
- Literary nominalism
- 逻辑原子论
- Logical holism
- 物质一元论
- 唯物主义
- 机械论
- Meliorism
- 分體本質論
- 分體虛無主義
- 形而上自然主義
- Metaphysical nihilism
- Metaphysical solipsism
- Modal fictionalism
- 模态实在论
- Moderate realism
- 一元论
- 自然主义
- Necessitarianism
- 虚无主义
- 唯名論
- Non-essentialism
- Noneism
- 客体導向本體論
- 客观唯心主义
- 客觀主義
- Omniverse theory
- Open individualism
- 有機體說
- Panlogism
- 接續論
- 现象主义
- 實在論
- 物理主义
- Pirsig's metaphysics of Quality
- Platonic idealism
- 柏拉圖實在論
- 多元論
- Predeterminism
- Process philosophy
- Projectivism
- Quietism
- Rational mysticism
- 还原论
- Revisionary materialism
- 科學實在論
- Scotistic realism
- 模擬理論
- 唯我論
- 思辨實在論
- Spiritualism (philosophy)
- 主觀主義
- 实体论
- Synechism
- 目的論
- Temporal finitism
- Theory of everything (philosophy)
- 理型論
- 先验唯心论
- Transcendental perspectivism
- Trope (philosophy)
- Tychism
- 唯意志論

## 形而上学组织
- Metaphysical Society of America
- Philosophy of Time Society

### 不再存在的组织
- The Metaphysical Club

## 形上学作品

### 期刊
- The Heythrop Journal
- The Journal of Theological Studies
- Philosophy and Theology
- Quodlibet（英语：Quodlibet (journal)）
- Review of Metaphysics

### 书籍
- An Introduction to Metaphysics – book by 马丁·海德格尔 and is the published version of a lecture course he gave in the Summer of 1935 at the 弗赖堡大学.[3] The book is famous both for its powerful reinterpretation of Greek thought and infamous for its acknowledgement of the 纳粹党.
- Appearance and Reality – 1893 book by the English philosopher Francis Herbert Bradley, the main statement of his metaphysics.[4]
- 存在与虚无 – 1943 book by philosopher 让-保罗·萨特.[5] Sartre's main purpose is to assert the individual's existence as prior to the individual's essence. His overriding concern in writing the book was to demonstrate that 自由意志 exists.[6]
- Kant and the Problem of Metaphysics – book by the German philosopher Martin Heidegger. It is often referred to simply as the "Kantbook".
- 第一哲學沉思集 [7] (subtitled In which the existence of God and the immortality of the soul are demonstrated) – philosophical treatise by 勒内·笛卡尔 first published in 1641 (in Latin). The book is made up of six meditations, in which Descartes first discards all belief in things which are not absolutely 確定性, and then tries to establish what can be known for sure.
- Metaphysics – one of the principal works of Aristotle. The principal subject is "being qua being", or being understood as being. It examines what can be asserted about anything that exists just because of its existence and not because of any special qualities it has.
- Philosophical Problems of Space and Time – 1963 book by Adolf Grünbaum, who argues that physical geometry and chronometry are in part matters of convention because continuous physical space and time are metrically amorphous.
- The Realms of Being – last major work by Spanish-American 哲學家 乔治·桑塔亚那. In this work of ontology, he defines four realms of being; The Realm of Essence, The Realm of Matter, The Realm of Truth, and The Realm of Spirit.
- 時間的不實在性 – best-known philosophical work of the Cambridge idealist J. M. E. McTaggart. McTaggart argues that time is unreal because our descriptions of time are either contradictory, circular, or insufficient.
- 禅与摩托车维修艺术 – philosophical fiction, the first of Robert M. Pirsig's texts in which he explores his Metaphysics of Quality.
- EvOLv - A psychedelic adventure - Psychedelic Fiction, a psycho-spiritual novel that delves into details of the Meta-physical transformation of an adolescent boy into an Omnidimentional being.

## 形上学家
形上学家（英语：Metaphysician，也称 metaphysicist），指研究形上学的人。尝试解释形上学基本的概念，例如存在、客體，以及这些概念的性质、空間和时间、因果关系、可能性。下面列出了一些有影响力的形上学家，按照时间顺序：
- 巴门尼德 (early 5th century BC)
- 赫拉克利特 (c. 535 – c. 475 BC)
- 柏拉图 (424/423 BC – 348/347 BC)
- 亚里士多德 (384 BC – 322 BC)
- 迦毘羅仙 (?)
- 普罗提诺 (ca. AD 204/5–270)
- 邓斯·司各脱 (1265 – 1308)
- 托马斯·阿奎那 (1225 – 1274)
- 勒内·笛卡尔 (1596 – 1650)
- 巴魯赫·斯賓諾莎 (1632 – 1677)
- 戈特弗里德·莱布尼茨 (1646 – 1716)
- 乔治·贝克莱 (1685 –  1753)
- 大卫·休谟 (1711 – 1776)
- 伊曼努尔·康德 (1724 – 1804)
- 格奥尔格·威廉·弗里德里希·黑格尔 (1770 – 1831)
- 艾萨克·牛顿 (1642 – 1727)
- 阿图尔·叔本华 (1788 – 1860)
- 查尔斯·桑德斯·皮尔士 (1839 – 1914)
- 亨利·柏格森 (1859 – 1941)
- 阿爾弗雷德·諾思·懷特黑德 (1861 – 1947)
- 伯特兰·罗素 (1872 – 1970)
- 乔治·爱德华·摩尔 (1873 – 1958)
- 罗宾·乔治·柯林武德 (1889 – 1943)
- 马丁·海德格尔 (1889 – 1976)
- 鲁道夫·卡尔纳普 (1891 – 1970)
- 吉尔伯特·赖尔 (1900 – 1976)
- Dorothy Emmet (1904 – 2000)
- 让-保罗·萨特 (1905 – 1980)
- Donald Davidson (1917 – 2003)
- 彼得·弗雷德里克·斯特劳森 (1919 – 2006)
- 希拉里·怀特哈尔·普特南 (1926 – 2016)
- 索尔·阿伦·克里普克 (1940 –)
- 威拉德·范奥曼·蒯因 (1908 – 2000)
- 吉尔·德勒兹 (1925 – 1995)
- David Malet Armstrong (1926 - 2014)
- 大卫·刘易斯 (1941 – 2001)

### 其他形上學家
- Adolph Stöhr (1855–1921) –
- 艾倫·威爾遜·瓦茨
- 阿尔文·普兰丁格
- Ananda Coomaraswamy
- Andrew Baxter
- Arda Denkel
- 艾茵·兰德
- Brian Leftow
- C. D. Broad
- 米可斯泰特
- Charles François d'Abra de Raconis
- Charles Hartshorne
- Damon Young
- Daniel M. Hausman
- David Kolb
- David Wiggins
- Dean Zimmerman
- Dickinson S. Miller
- 爱德华·扎尔塔
- 伊利亚学派
- Ferdinando Cazzamalli
- 法蘭克·傑克森
- 弗里德里希·阿道夫·特兰德伦堡
- 弗里德里希·尼采
- Frithjof Schuon
- 吉爾伯特·西蒙東
- Gonzalo Rodríguez Pereyra
- Graham Harman
- Graham Priest
- Ian Rumfitt
- J. M. E. McTaggart
- Jay Rosenberg
- John Hawthorne
- 约翰·洛克
- Jonathan Schaffer
- Joseph A. Bracken
- Judith Jarvis Thomson
- Katharyn Powers
- Kedar Joshi
- Kit Fine
- 麦里梭
- Michael Devitt
- Milič Čapek
- Nathan Salmon
- Paul Benacerraf
- Paul Weiss (philosopher)
- Peter Glassen
- Peter Unger
- Peter van Inwagen
- 彼得·維塞爾·扎普菲
- 勒內·蓋農
- Richard Taylor (philosopher)
- Robert Merrihew Adams
- Robert Stalnaker
- 萨利·哈斯兰格
- Shadworth Hodgson
- Sir William Hamilton, 9th Baronet
- Stuart Wilde
- Terence Parsons
- Theodore Sider
- 托马斯·阿奎那
- Thomas Brown (philosopher)
- Thomas Whittaker (metaphysician)
- Tim Crane
- Trenton Merricks
- William Alston
- William Desmond (philosopher)
- William Lycan
- Wolfgang Smith
- 埃利亚的芝诺